# 帕氏刺隆頭魚
帕氏刺隆頭魚（學名：Acantholabrus palloni）為刺隆頭魚屬的唯一物種，屬隆頭魚目隆頭魚科，分布於東大西洋區，從挪威至加彭海域，包括地中海、亞德里亞海，棲息深度30-500公尺，體長可達24公分，棲息在沿海沙底質、岩石海域，以無脊椎動物為食，生活習性不明，可做為食用魚。

## 擴展閱讀
- 維基物種上的相關：帕氏刺隆頭魚